# Hans-Joachim Reiche

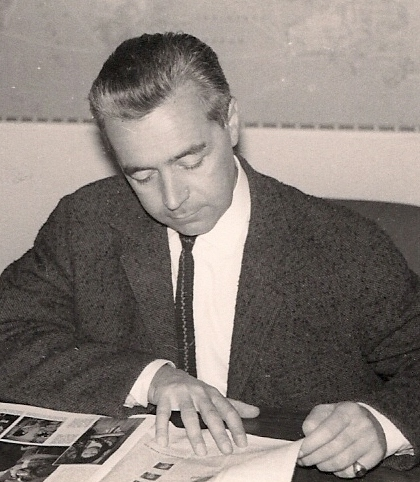
Hans-Joachim Reiche (1965)

Hans-Joachim Reiche (* 9. Juli 1921 in Berlin; † 23. August 2005 in Bonn-Bad Godesberg) war ein deutscher Fernsehjournalist.

## Leben
Reiche begann 1948 als freier Autor und Reporter beim damaligen Nordwestdeutschen Rundfunk (NWDR) – Vorgänger des Norddeutschen Rundfunks (NDR) und des Westdeutschen Rundfunks (WDR) – und arbeitete später als leitender Redakteur der Illustrierten Quick. 
Von 1960 bis 1970 war er Chefredakteur (NDR) der Tagesschau.
Ab 1960 entwickelte er folgende Grundsätze für die Tagesschau:
- Die Nachrichten müssen für alle sein, egal, ob jung oder alt, arm oder reich.
- Die politische Information ist das Zentrum jeder Nachricht. Die anderen Ressorts bekommen ihren Platz je nach Gewicht.
- Die Tagesschau soll sich weltweit orientieren, um der internationalen Verflechtung von Politik und Wissenschaft und der Stellung der Bundesrepublik Deutschland in den Weltorganisationen gerecht zu werden.
- Die Informationen sollen leicht verständlich formuliert sein.

1970 ging er als ARD-Hörfunkkorrespondent nach London. 1972 wechselte er zum ZDF, dessen Bonner Studio er bis zu seiner Pensionierung 1984 leitete. Er moderierte u. a. die Sendung Bonner Perspektiven.
1981 erhielt Hans-Joachim Reiche das Bundesverdienstkreuz.
| Personendaten    | Personendaten        |
| ---------------- | -------------------- |
| NAME             | Reiche, Hans-Joachim |
| KURZBESCHREIBUNG | deutscher Journalist |
| GEBURTSDATUM     | 9. Juli 1921         |
| GEBURTSORT       | Berlin               |
| STERBEDATUM      | 23. August 2005      |
| STERBEORT        | Bonn                 |